# Huy (comună)
Huy este o comună din landul Saxonia-Anhalt, Germania.

## Monumente
Localitatea este înscrisă în itinerariul european Transromanica, de punere în valoare a arhitecturii romanice.